# Wezen

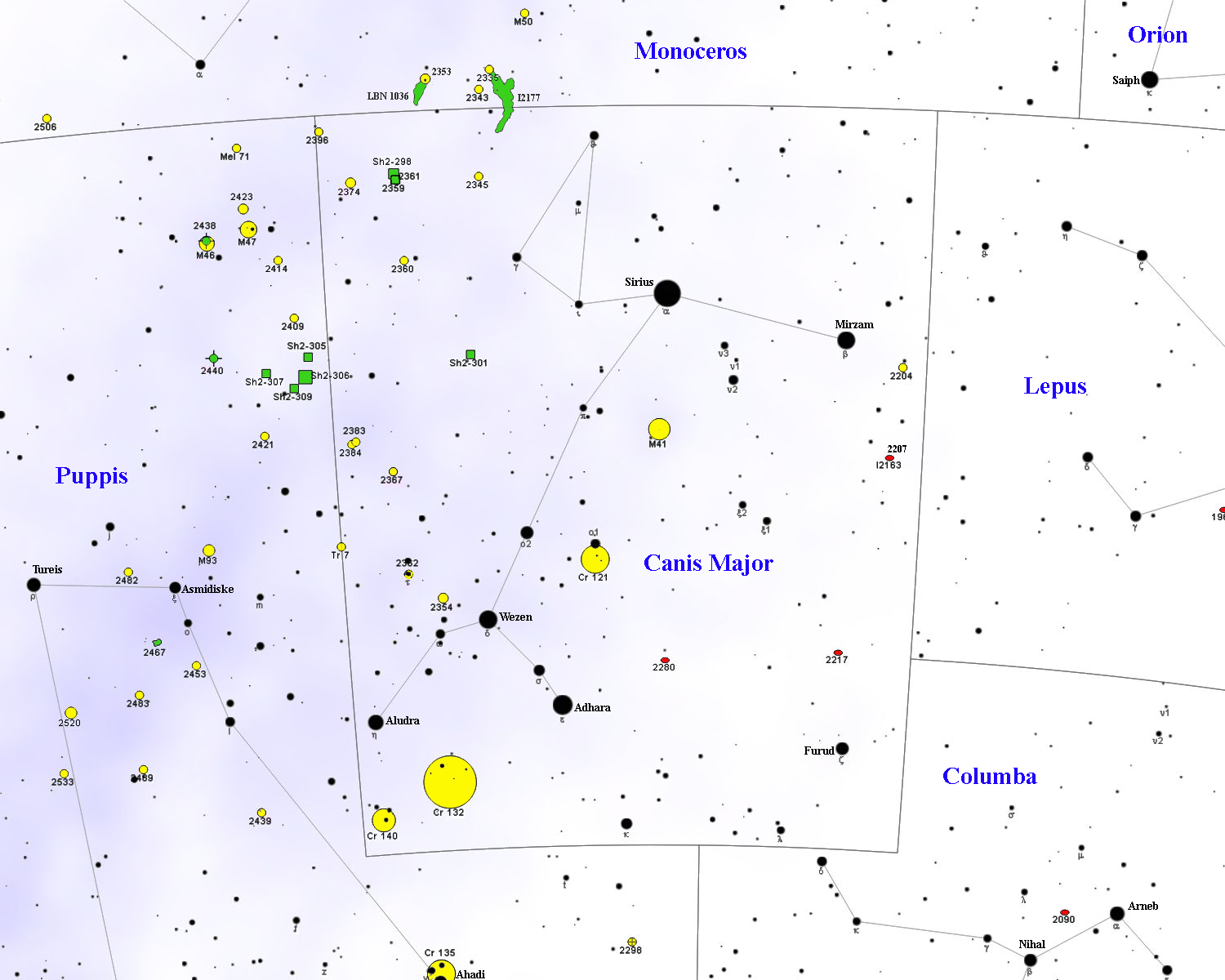
Wezen a la seva constel·lació

Wezen o Wesen (Delta Canis Majoris / δ CMa / 25 Canis Majoris) és la tercera estrella més brillant de la constel·lació del Ca Major, amb magnitud aparent +1,83, per darrere de Sírius (α Canis Majoris) i Adhara (ε Canis Majoris).
El seu nom, de l'àrab وزن wazn, significa "pes". El nom és molt encertat, ja que es tracta d'una estrella supergegant i una de les més massives que es poden veure a simple vista. Es troba a una incerta distància de 1800 anys llum de la Terra.

## Característiques físiques
De color blanc-groc i tipus espectral F8Ib, Wezen té una temperatura superficial de 6200  K. El seu radi és 200 vegades major que el radi solar, pel que si estigués situada al lloc del Sol, la superfície de l'estrella pràcticament arribaria a l'òrbita terrestre. Té una  lluminositat 50.000 vegades més gran que  la del Sol.
A partir de la mesura de la seva velocitat de rotació, 28 km/s, se sap que Wezen empra gairebé un any a completar una volta al voltant del seu eix.

## Evolució
Amb una edat aproximada de 10 milions d'anys, Wezen és molt més jove que el Sol, però a diferència d'aquest, en el seu nucli ja ha finalitzat la  fusió d'hidrogen. Aquest nucli està en el procés de contreure's, escalfar-se i augmentar de mida, en menys de 100.000 anys començarà la fusió de l'heli en el seu nucli, quan l'estrella entrarà en la fase de supergegant vermella.
La fusió nuclear interna, l'evolució estable, i la barreja de gasos a l'interior han canviat la composició química de la superfície de Wezen, sent l'abundància de nitrogen el doble de la normal, i la de sodi és 6 vegades més gran.
Sent la seva massa 17 vegades més gran que  la del Sol, Wezen finalitzarà la seva vida explotant com una brillant supernova, el seu nucli donarà lloc a una estrella de neutrons de la mida d'una ciutat petita.
Les capes externes de l'estrella seran expulsades a l'espai interestel·lar, enriquint-lo amb gran quantitat d'elements processats, incloent-hi una quantitat enorme de ferro de recent formació.